# Beitelas

Schema van de aanvoer en de as met twee schaafbeitels

Een beitelas is een as waarin of waarop één of meer beitels zijn gemonteerd voor het verspanen van materiaal. De bedoeling ervan kan zijn het op maat maken van het materiaal, maar ook voor het verkrijgen van de gewenste afwerking van het oppervlak. Beitelassen worden toegepast in machines voor het bewerken van hout, kunststof, plaatmateriaal en dergelijke.
Beitelassen worden onder meer toegepast in:
- vandiktebank
- vlakbank
- freesmachine
- elektrische handschaafmachine
- bovenfreesmachine